# Ніббс Картер
Тімоті «Ніббс» Картер (Timothy «Nibbs» Carter; 1966) — британський рок-музикант, басист гурту Saxon з 1989 року. Народився у місті Cleethorpes, Англія 1966 року.
Дисокографія музиканта налічує 13 студійних платівок.

## Дискографія

### Saxon
- (1989) Rock 'n' Roll Gypsies
- (1990) Greatest Hits Live
- (1990) Solid Ball of Rock
- (1992) Forever Free
- (1995) Dogs of War
- (1996) The Eagle Has Landed - part II
- (1997) Unleash the Beast
- (1999) Metalhead
- (2001) Killing Ground
- (2002) Heavy Metal Thunder
- (2004) Lionheart
- (2006) The Eagle Has Landed - part 3
- (2007) The Inner Sanctum